# ミケル・デルザングル
ミケル・デルザングル（Mikel Delzangles、1971年1月26日 - ）は、フランスギャロのシャンティイ調教場で厩舎を構える調教師である。
出生地はフランス・ビアリッツ。

## 来歴
ヨークシャーのジム・フィッツジェラルド厩舎でアシスタントトレーナーを1年務めたあとにフランスに帰国し、10年間アラン・ド・ロワイエ＝デュプレ厩舎で働き、2000年に調教師免許を取得し同年シャンティイ調教場で厩舎を開業、2001年8月に管理馬が初勝利を挙げた。
2006年、ガネー賞をコールカミノが制し、管理馬がG1競走初勝利を挙げた。

## おもな管理馬
- Corre Caminos / コールカミノ（2006年ガネー賞）
- Shalanaya / シャラナヤ（2009年オペラ賞）
- Makfi / マクフィ（2010年2000ギニー、ジャック・ル・マロワ賞）

## 日本との関わり
フランス初の日本人調教師である小林智は元厩舎所属調教助手。
2008年に第87回凱旋門賞に出走したメイショウサムソンと帯同馬のファンドリコンドルを厩舎に受け入れている。
2009年、エリザベス女王杯にシャラナヤを出走させるために日本へ向かい、管理馬の中央競馬初出走となった同競走では単勝3番人気で4着だった。
2011年には日本から遠征してきた田中博康騎手を厩舎に受け入れた。